# Гамма-ритм
Гамма-ритм, γ-ритм — ритм головного мозга в диапазоне от 30 Гц до 120−170 Гц, а по данным некоторых авторов — до 500 Гц. Амплитуда очень низка — ниже 10 мкВ и обратно пропорциональна частоте. В случае если амплитуда гамма-ритма выше 15 мкВ, то ЭЭГ рассматривается как патологическая.

## Общая характеристика
Гамма-ритм наблюдается при решении задач, требующих максимального сосредоточенного внимания. Существуют теории, связывающие этот ритм с работой сознания (Е. Н. Соколов).
Гамма-ритм отражает собой пейсмекерные колебания[уточнить], которые одновременно запускаются в нейронах приходящим сигналом из активирующей системы ретикулярной формации, вызывающим смещение мембранного потенциала.
Оптогенетические исследования говорят о том, что в генерации гамма-ритмов важную роль могут играть парвальбумин-содержащие нейроны.
Гамма-ритм, регистрируемый МЭГ, позволяет судить о балансе тормозящих и возбуждающих импульсов, помогая выявить его нарушения у человека. При этом наибольшей информативностью обладают гамма-ритм, вызываемый зрительными стимулами. Ученым  МГППУ удалось определить, какие свойства гамма-ритма отражают эффективность процессов нейронного торможения. Полученные результаты, описывают не только работу здорового мозга, но также полезны для понимания механизмов ряда нейропсихиатрических заболеваний (шизофрения, аутизм, эпилепсия)
.

## Проблемы детекции
Многие нейрофизиологи рассматривают колебания выше 30 Гц как высокочастотный шум и при анализе ЭЭГ отфильтровывают их, считая эти частоты наводками от потенциалов мышц головы и шеи. Показано, что во многих случаях за гамма волны принимают электромиографическую активность и миниатюрные движения глаз.
Однако из того, что гамма-ритм совпадает по частоте с мышечными потенциалами, не следует, что он является артефактом — гамма-ритм регистрируется и у животных с вживлёнными электродами. В ЭЭГ-исследованиях корректная регистрация гамма-ритма возможна лишь при одновременной записи ЭЭГ и миограммы и сопоставлении этих данных.

## Патологии
В ряде публикаций сообщается о разнообразных нарушениях гамма-активности у больных шизофренией.
Предпринимаются попытки связать эти отклонения с данными о нейрохимических отличиях, обнаруживаемых в мозге больных, с изменённой активностью клеток-канделябров. Следует учитывать, что многие исследования по гамма-активности при шизофрении были проведены до сообщения Yuval-Greenberg et al. (2007) о высоком риске ошибочной детекции и ведущие исследователи в этой сфере признают несогласованность методик и предварительный характер полученных результатов.